# 达布夏珠林
达布夏珠林（威利转写：Dwags po bshad sgrub gling），或称达布扎仓（威利转写：Dwags po grwa gtsang），是位于中国西藏自治区山南地区加查县的一座藏传佛教格鲁派寺庙。

## 简介
该寺寺名中的“夏珠林”指的是讲经修炼的地方。“扎仓”是僧院的意思。
1300年，活佛洛桑扎巴将白定寺搬到了达布仲巴（即今加查县县城的所在地），取名为噶玛夏珠林。第九世噶玛巴于1669年将噶玛夏珠林由噶玛噶举派改为格鲁派，并将其更名为达布夏珠林。
该寺尊奉能仁王，并供有杰钦噶玛赤列（又称“噶玛赤列”，为白哈尔的化身）、吉祥天母两位护法神。该寺的辩经在藏传佛教中影响很大。